# Фуллер, Бобби
Бо́бби Фу́ллер (англ. Bobby Fuller, 22 октября 1942 — 18 июля 1966) — американский рок-музыкант, певец. Наиболее известен по песням «I Fought the Law», «Let Her Dance» и «Love's Made a Fool of You», записанных им со своей группой The Bobby Fuller Four. 
Погиб 18 июля 1966 года. Фуллера нашли мёртвым в машине возле дома в Голливуде. Его тело было покрыто кровоподтёками, что предположительно стало результатом отравления парами бензина. Никаких других видимых повреждений обнаружено не было, однако в отчёте о вскрытии фигурируют слова «несчастный случай» и «самоубийство», помеченные вопросительными знаками(позже исправили на несчастный случай). Полную картину происшествия так и не восстановили, и это даёт основание полагать, что Фуллера убили. Участник группы «The Bobby Fuller Four» Джим Риз утверждал, что к трагедии мог быть причастен Чарльз Мэнсон.
В 2014 году увидела свет книга о нём, названная «I Fought the Law: The Life and Strange Death of Bobby Fuller».